# Dinarthrella destructa
Dinarthrella destructa är en nattsländeart som först beskrevs av Georg Ulmer 1906.  Dinarthrella destructa ingår i släktet Dinarthrella och familjen kantrörsnattsländor. Inga underarter finns listade i Catalogue of Life.